# XCF
XCF (ang. experimental computing facility) – wewnętrzny format zapisu plików graficznych programu GIMP. 
Zachowuje on wszystkie zaznaczenia, warstwy, kanały i ścieżki, jakie do tej pory zostały użyte i nie „spłaszcza” obrazu (tak jak ma to miejsce przy zapisaniu grafiki do formatu, np. JPG, PNG czy GIF).
XCF nie stosuje kompresji. Jeśli plik zapisze się jako nazwa_pliku.xcf.gz lub nazwa_pliku.xcf.bz2, to zostanie on skompresowany w locie. Taki plik można otwierać i z powrotem zapisywać bezpośrednio w GIMP-ie, a zajmuje dużo mniej miejsca.

## Specyfikacja formatu
Wstępna specyfikacja formatu XCF została przygotowana przez Henninga Makholma. Jest on również twórcą zbioru narzędzi konwertujących grafikę z XCF na inne formaty. Twórcy GIMP-a także wnieśli swój wkład w kształt tej specyfikacji, a poza tym włączyli ją do oficjalnej dokumentacji programu. 
XCF nie został stworzony do zastosowań przenośnych, w pewnych miejscach jest mocno związany z funkcjami i możliwościami GIMP-a. Bardziej elastycznym formatem niż XCF jest jego następca XCF2, który został opracowywany dla GIMP-a w związku z planowaną przesiadką na bibliotekę GEGL.

## Oprogramowanie
Poza GIMP-em format XCF jest obsługiwany (w mniejszym lub większym stopniu) m.in. przez następujące programy:
- CinePaint
- GImageView
- Gwenview
- ImageMagick
- Inkscape
- Krita
- Seashore(inne języki)
- ShowImg
- XnView